# Weltrichia
Weltrichia — викопний рід голонасінних рослин вимерлого порядку бенетитів (Bennettitales) з надкласу саговникоподібних (Cycadophyta). Існував у тріасі — юрі. Описаний з решток чоловічих репродуктивних структур. Weltrichia включає 25 визнаних видів, рештки яких знайдено в обох півкулях.

## Таксономія
Рід Weltrichia був окреслений Брауном (1849) з типовим видом Weltrichia mirabilis з нижньоюрських відкладень Франконії, Німеччина. У цій же статті він також визначив ще два види Weltrichia, які стали синонімами W. mirabilis. Таксон був присвячений Йоганну П. А. Велтріху, який зібрав матеріал. Первісно вважалося, що рід належить до родини Rafflesiaceae.

## Стратиграфія
Стратиграфічні діапазони видів Weltrichia змінюються від пізнього тріасу до пізньої юри, від найдавнішого представника Weltrichia alpina пізньотріасового віку до його останніх представників W. maldaensis і W. huangbanjigouensis пізньоюрського віку.